# کراسوچین
کراسوچین (به لهستانی:  Krasocin) یک روستا در لهستان است که در گمینا کراسوچین واقع شده‌است.
 کراسوچین  ۱٬۱۲۳ نفر جمعیت دارد.